# Phanszori
- Csingukmjongszan (Jingukmyeongsan)Szong Mangap (Song Man-gap) által előadott hoduga (heoduga) 1934-ből

Nem tudod lejátszani a fájlt?
A phanszori (hangul: 판소리, RR: pansori) vagy koreai népi opera egy narratív zenei előadásmód a koreai kultúrában, hasonló az énekbeszédhez. Az előadás szereplői az énekes, aki énekkel, narrációval és dramatizált testbeszéddel, kezében legyezővel egy történetet mesél el, és a dobos, aki kíséri. Az előadás több órás is lehet.
A phanszori (pansori) a phan (pan) („tér, szabadtér”) és szori (sori) („hang” vagy „éneklés”) szavak összetétele, eredetileg ugyanis nyílt tereken, például piactereken léptek fel az előadók. A műfaj eredete a 17. század végére vezethető vissza, valószínűleg a sámánénekekből fejlődött ki. Ma már csak öt eredeti phanszori (pansori)művet ismernek, azonban a 20. században születtek új darabok is. Az idők folyamán többféle változata is kialakult, így van például kajagum (kayagum)kísérettel előadott phanszori (pansori) és létezik színházban előadott, több szereplős változat is. A phanszori (pansori) összetett zenei és énektechnikát kíván meg a művelőitől, ahol a dobos szerepe éppen olyan lényeges, mint az énekesé. Eredetileg interaktív műfaj, ahol a közönség is aktívan részt vett az előadásban.
A műfaj legkiválóbb képviselőit mesterénekesnek nevezik, a Csoszon (Joseon)-korban a legjobb mesterénekeseket a nemesség is megbecsülte, alacsony származásuk ellenére is. Egyes nagy mesterek iskolákat hozták létre, melyeknek saját jellegzetességeik voltak énektechnika és előadásmód terén. Az eredetileg csak férfiak által művelt műfajba később a nők is bekapcsolódtak. A modern Dél-Koreában a hagyomány őrzésével foglalkozó legkiválóbb phanszori (pansori)énekeseket az állam „élő nemzeti kinccsé” nyilvánította.
2008-ban a phanszori (pansori)t az UNESCO felvette az emberiség kulturális örökségének listájára.

## Története

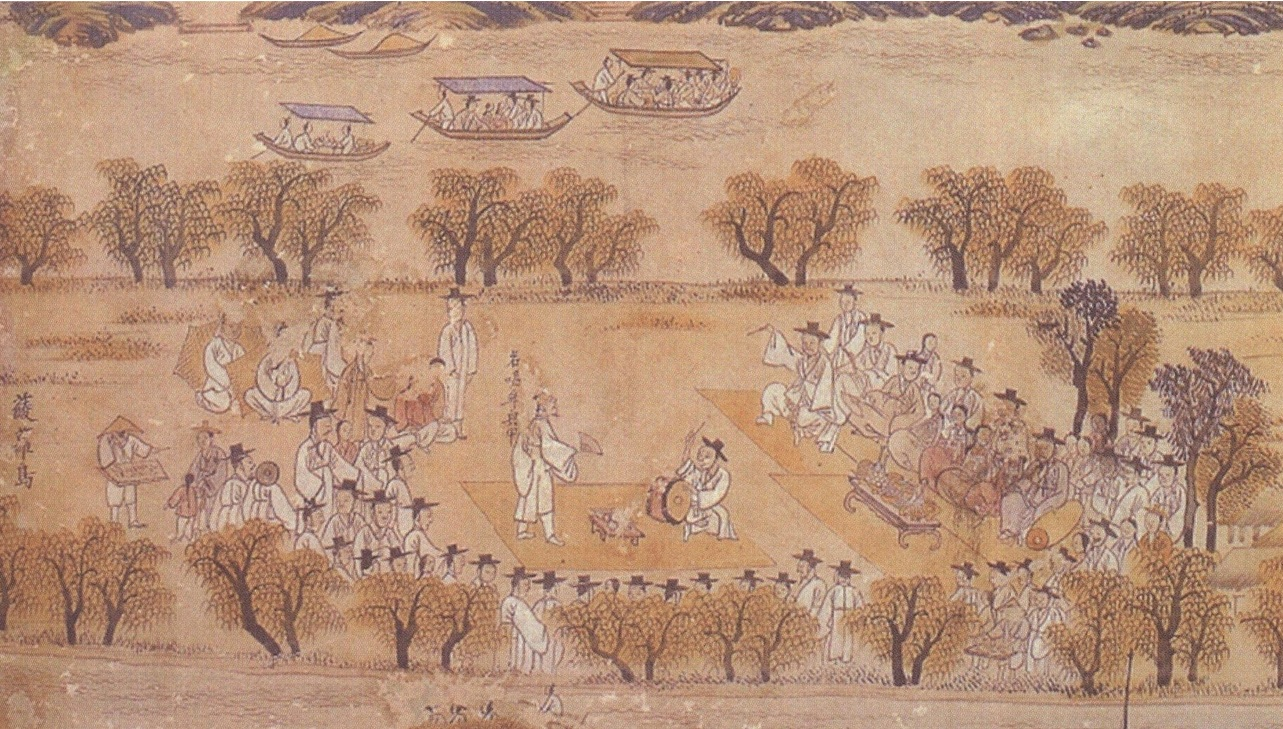
19. századi festmény phanszori (pansori)-előadásról

A phanszori (pansori) első említésére Ju Dzsinhan (유진한, Yu Jin-han) 1754-ben készült Manhvadzsip (만화집, 晩華集, Manhwajib) című könyvében került sor, ahol a szerző a Cshunhjangga (Chunhyangga) történetét írja le kínai írással. A műfaj így valószínűleg a 17. század végén kezdte felölteni későbbi meghatározó jellegét. Számos elmélet létezik az eredetére, a legvalószínűbb, hogy a Csolla (Jeolla)-tartománybéli sámánénekekből fejlődött ki, a leghíresebb phanszori (pansori)énekesek is innen származnak. A csollai (jeollai) sámánénekek nagyon hasonlítanak a phanszori (pansori)ra: hosszú történetet mesélnek el, vegyesen verses és prózai formában; zenei struktúrája és énekmódja is hasonló. Lényeges különbség azonban köztük, hogy a sámánénekek főszereplői istenségek, és az éneklés vallásos célt szolgál, s mint ilyen, a sámánének szent dal. Ezzel szemben a phanszori (pansori) a köznép gondjait ábrázolja realisztikus módon. Ennek a szétválásnak az oka valószínűleg a változó korok változó igényeinek tulajdonítható: a 17. század végére meggyengült a sámánizmusba vetett hit, így a sámánénekek, rituálék jobbára az ünnepségekre, fesztiválokra korlátozódtak. Ugyanakkor a sámánrituálé egyfajta látványosság, előadás is volt, az igény pedig a látványos előadásokra megmaradt. Így válhatott a phanszori (pansori) önálló műfajjá.
A 18. század végére a phanszori (pansori) fokozatosan változásokon esett át. Bár korábban is akadtak gazdagok és nemesek, akik időnként elhívták magukhoz az énekeseket, ahogy a jangban (yangban) körében egyre népszerűbbek lettek a bankettek – például a koreai kultúrában igen fontosnak számító 60. születésnapra rendezett összejövetelek –, úgy kezdett el a phanszori (pansori) részévé válni a nemesek szórakozásának is. Olyannyira népszerű lett a műfaj, hogy elkezdték megkülönböztetni az énekeseket tehetségük szerint, a kiváló mestereket nagy becsben tartották és bőségesen megfizették. Ahhoz, hogy valaki megbecsült phanszori (pansori)mesterré válhasson, hosszú ideig keményen kellett tanulnia. A 19. század első felében a nyolc leghíresebb ilyen mesterénekest Phalmjongcshang (팔명창, Palmyeongchang), azaz „Nyolc mesterénekes” néven emlegették. A műfaj kifinomulttá vált, és így megfelelt a nemesek kényes esztétikai érzékének is. Ennek megfelelően a tartalom is változott: mivel az előadók számára kifizetődőbb volt a műkedvelő felsőbb osztályoknak játszani, a nem megfelelő tartalmú phanszori (pansori)kat egyszerűen nem adták elő. Ennek következtében az eredeti 12 phanszori (pansori)ból csak öt maradt fenn, ezek tartalma is jelentősen módosult, köszönhetően egy gazdag műkedvelőnek, Sin Dzsehjó (Sin Jae-hyó)nak (1812–1884), aki átalakította őket, kiirtva a történetekből a köznép szemléletmódját. Sin befolyása a phanszori (pansori)ra ilyen módon hatalmas volt, a műfaj legnagyobb patrónusaként tartották számon, akinek jó érzéke volt az énekesek kiválasztásához, és akinek segítsége nélkül egyetlen énekes sem emelkedhetett mesterszintre. A 18. század elején egyéb változások is érintették a műfajt, megalakultak a különféle phanszori (pansori)iskolák, melyek saját énektechnikát, előadásmódot fejlesztettek. 

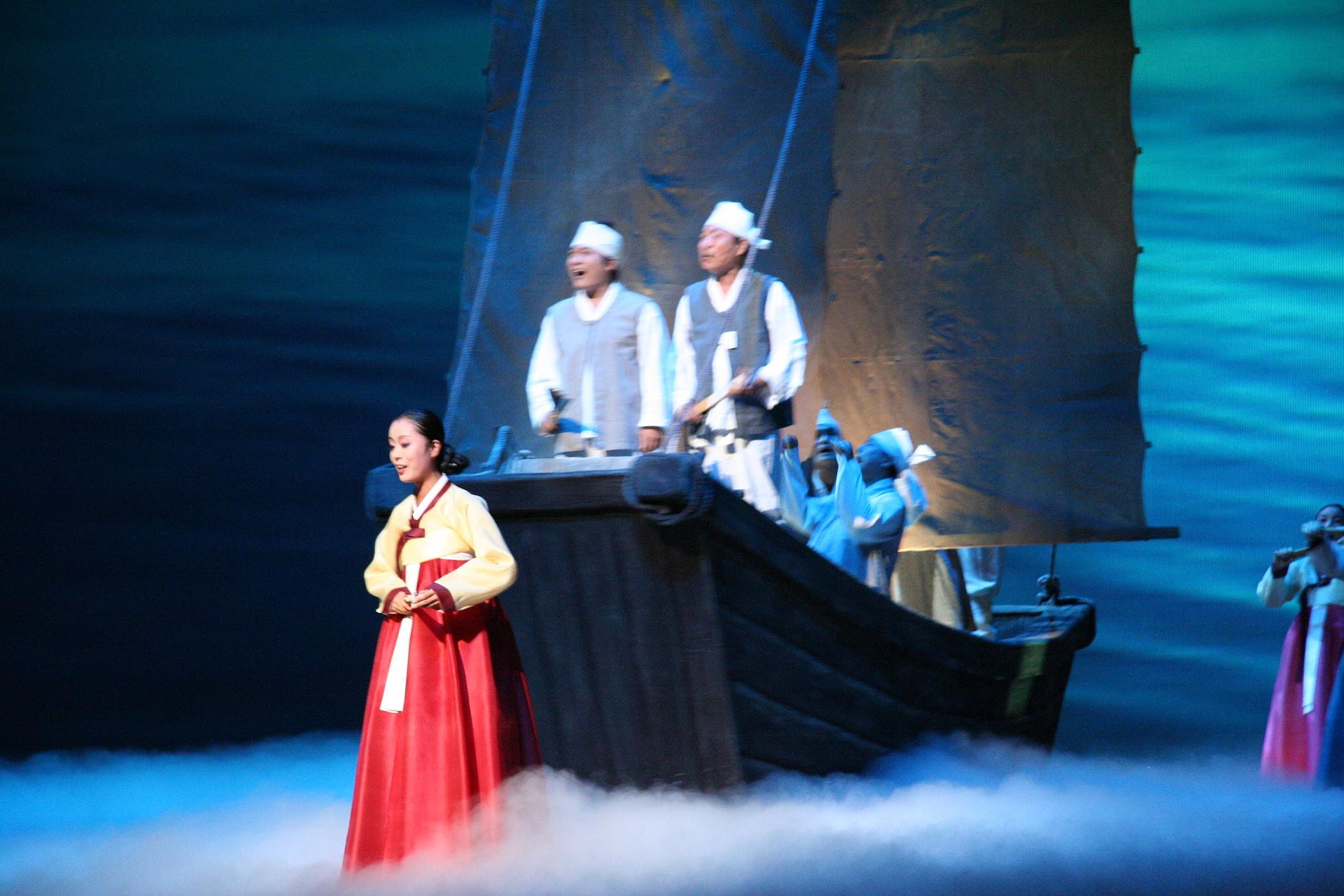
Cshangguk (Changgeuk)előadás

Amikor elindult a modern koreai színjátszás, és megalakult a Vongaksza (Wongaksa) társulat 1903-ban, a phanszori (pansori) átalakult: egy énekes és egy dobos felállásból színházi társulattá alakult, és létrejött a cshangguk (changgeuk) (창극), a koreai opera. A Vongaksza (Wongaksa) nemcsak régi phanszori (pansori)műveket adott elő, de megpróbált új repertoárt is létrehozni. Az egyik ilyen újonnan írt darab a Cshö Bjongdu tharjong (Choi Byeong-du taryeong) (최병두타령, „Cshö Bjongdu (Choi Byeong-du) balladája”) egy korrupt hivatalnokról szólt.
A 20. században folytatódott az úgynevezett műphanszori (pansori) (창작 판소리, cshangdzsak phanszori (changjak pansori)) írása, melyek a hagyományos művekhez hasonlóan készültek, azonban jóval rövidebbek, 20-60 percesek, modern témákat dolgoznak fel, modern nyelvezetet használnak és ismert a szerzőjük. Az első ilyen phanszori (pansori)szerzők magukat ttorang kvangde (또랑광대, „hamis bohóc”, ddorang gwangdae) névvel illették. Az egyik legelső új phanszori (pansori)t Pak Tongsil (박동실, Park Dong-sil) írta a japán megszállásról. A japán időkben nehéz volt a phanszori (pansori)-előadók sora, több iskola is megszűnt. Az 1950-es években a mozi elterjedése még inkább háttérbe szorította a hagyományos előadóművészeteket. Az 1960-as években megpróbálkoztak az újjáélesztésével, amikor létrejött a Hagyományos Koreai Előadóművészetek Nemzeti Központja. 1970 körül az elismert előadó Im Dzsinthek (임진택, Im Jin-taek) írt phanszori (pansori)t a katonai rezsim ellen. Több darabot lemezen is kiadtak.
A modern phanszori (pansori)énekesek adaptálódnak a modern közönség igényeihez. I Dzsaram (Lee Ja-ram) (이자람, 1979–) elismert énekesnő, aki 20 évesen bekerült a Guinness Rekordok Könyvébe mint a legfiatalabb énekes, aki előadta a leghosszabb phanszori (pansori)t, a nyolc órás időtartamú Cshunhjanggát (Chunhyanggát), más műfajokkal keresztezve egyfajta fúziós phanszori (pansori)t hozott létre; például phanszori (pansori)ként vitte színre Bertolt Brecht Kurázsi mama és gyermekei című darabját.

## Jellemzői

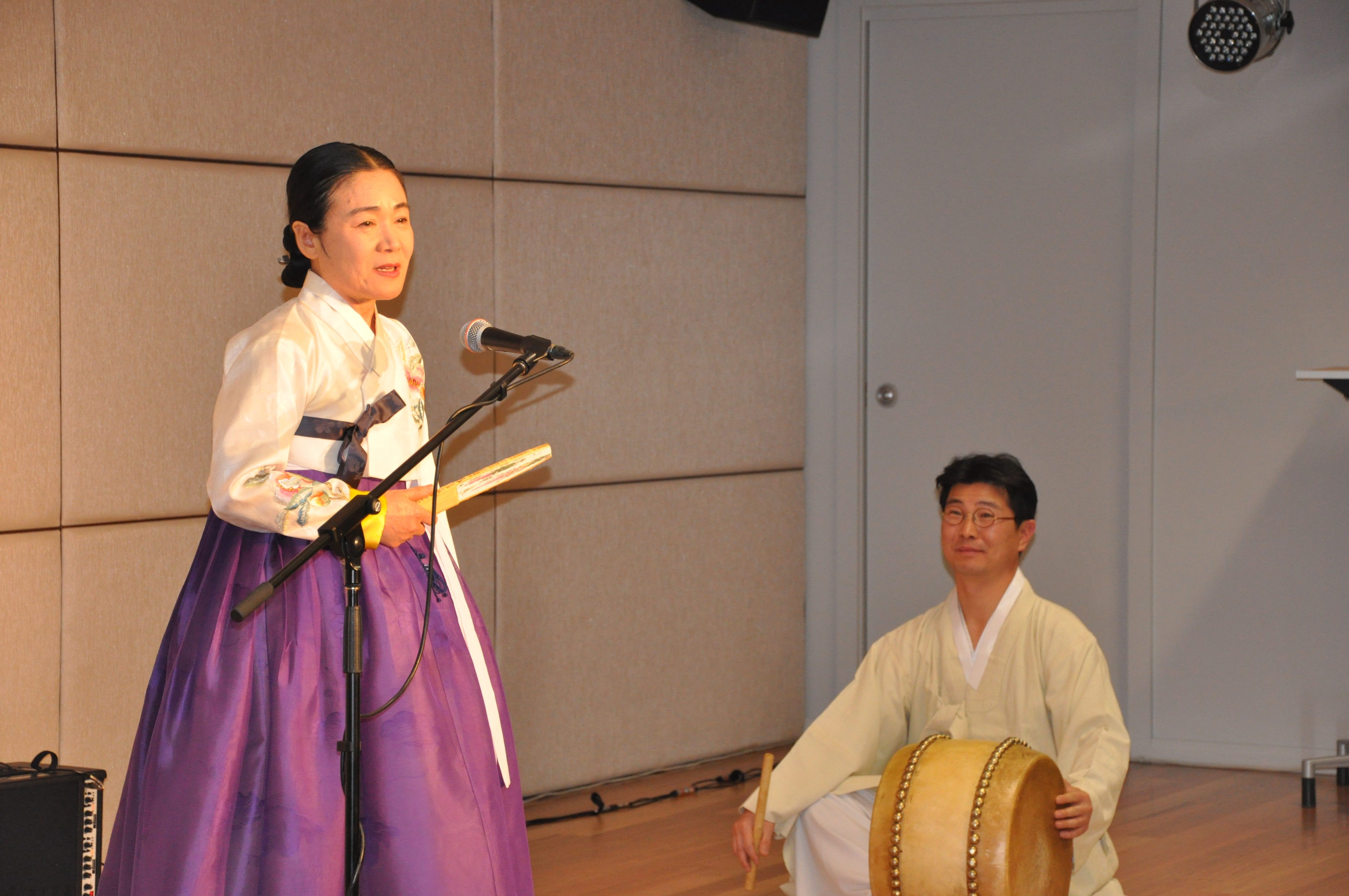
Modern phanszori (pansori)-előadás

A phanszori (pansori) a phan (pan) („tér, szabadtér”) és szori („hang” vagy „éneklés”) szavak összetétele, eredetileg az előadást szabadtéren tartották. A phan (pan) továbbá jelenthet még nagy közönség előtt tartott fellépést, valamint általánosan szórakoztató előadást. Ennek megfelelően a szó jelentése olyan dalelőadás, amit nagyszámú közönség előtt adnak elő.
A phanszori (pansori)t általában egy énekes (소리광대, szorigvangde (sorigwangdae)) adta elő, aki szalmaszőnyegen állt, egy dobos (고수, koszu (gosu)) kísérte, aki két-három méterrel az énekes előtt (vagy mellette) ült. A közönség is aktívan részt vett az előadásokban indulatszavak kiabálásával (추임새, cshuimsze (chuimsae)), valamint a dobos is kiadott magából ilyen hangokat. Emiatt a műfaj interaktívnak tekinthető, mivel a közönség aktív részese az előadásnak, a hallgatóság hangulata, reakciói befolyásolják az énekes előadásmódját, viselkedését, hangulatát. A phanszori (pansori)énekeseknek rendkívül kreatívnak kell lenniük, az adott alkalomnak, helyzetnek, a közönség reakcióinak megfelelően szabadon változtatnak a darabokon, elhagynak vagy hozzáfűznek részeket, népszerű népdalokat toldanak az előadásba, ezért azt lehet mondani, hogy nincs két ugyanolyan phanszori (pansori)-előadás, sem tartalmilag, sem zeneileg, sem előadásmódban, ami nehézzé teszi a darabok kottázását, és emiatt is minősül elsősorban szóban továbbadott műfajnak.
A énekesek a Csoszon (Joseon)-korban piacterek mellett időnként jangban (yangban) házakhoz is meghívást kaptak. Az előadás során az énekes variálta a ritmust és a dallamot is, az érdeklődés fenntartása érdekében, valamint váltakozva énekelt és narrált. Az előadások hossza több órásra is nyúlhatott. A phanszori (pansori) történeteit később írásban is terjesztették, ami hatással volt más irodalmi műfajokra is, valamint a köznép realisztikus irodalmi ábrázolására. Ahogy a műfaj egyre több felsőbb osztálybeli nézőt és patrónust kezdett el vonzani, úgy változott az előadásmód is. Míg a köznép jobban kedvelte az eltúlzott mimikájú, drámai előadást, a gazdagabb, műveltebb közönség a kifinomult énektechnikát részesítette előnyben, így a 20. századra a phanszori (pansori) narratív, drámai műfajból inkább zenei/énekműfajjá lépett elő.
A realisztikus ábrázolás tekintetében a phanszori (pansori) kiemelkedett a korabeli elbeszélő művek közül, éles kontrasztot alkotva a klasszikus irodalommal, melyben idealizált főszereplők idealizált világban éltek. A phanszori (pansori)ban valóságosnak ható szereplők kaptak helyet, a főhősök nem egy-egy erkölcsi archetípus megtestesítői, és gyakran például maguk is gúny tárgyává válnak a történetben. A főhősnők akár vulgáris nyelvet is használnak, ami az idealizált nőalakok korában egy klasszikus regényben elképzelhetetlen lett volna. A negatív szereplők sem feltétlenül velejéig gonoszak, a mellékszereplők pedig határozott formát öltenek. A történet emberi viszonyokat, érzelmeket ábrázol, ezen belül is az egyszerű emberek mindennapjaihoz kapcsolódóakat.

## Típusai

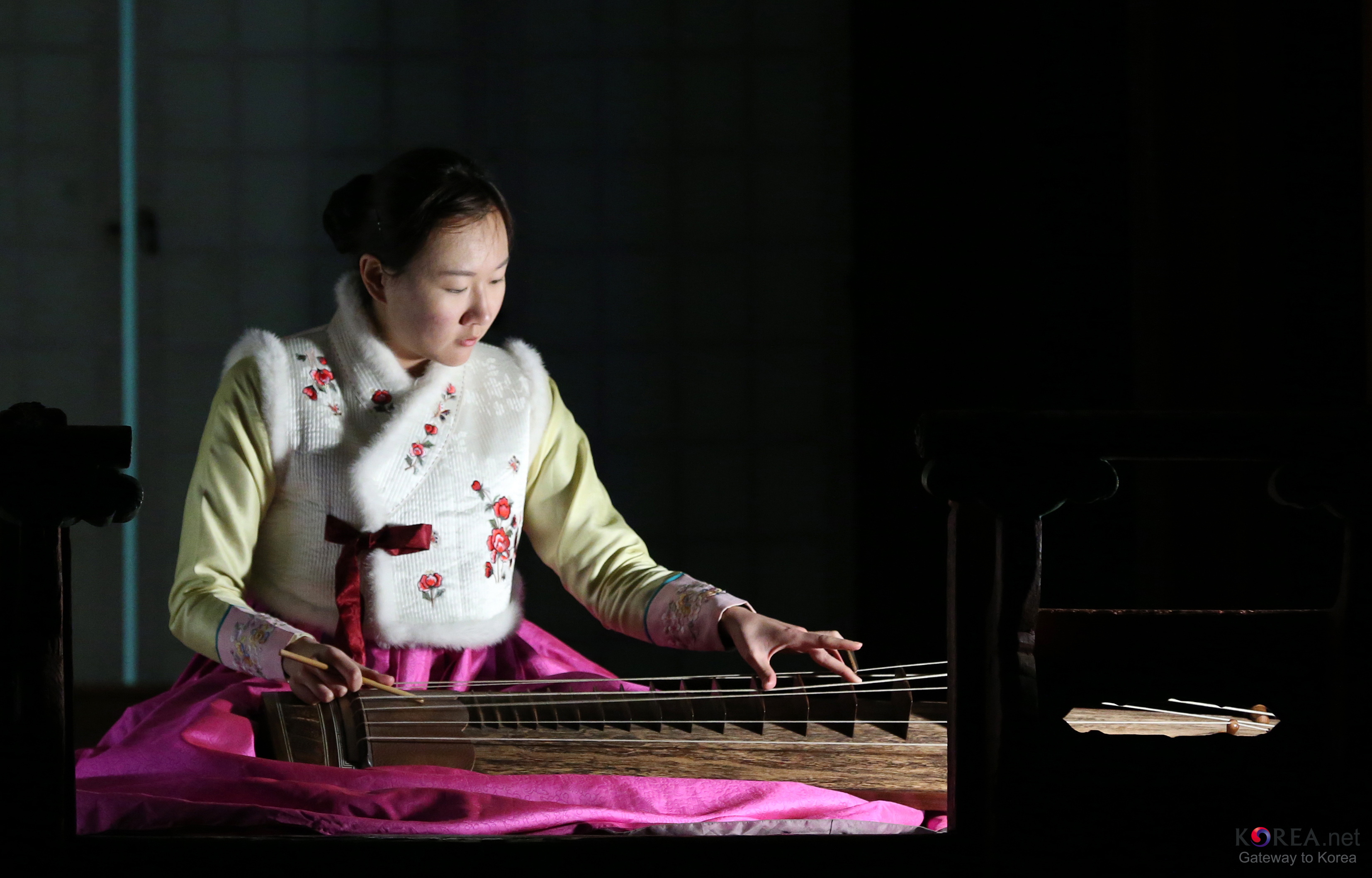
Komungo (geomungo)

A phanszori (pansori)nak több típusa alakult ki:
- irinipcshang (일인입창, 一人立唱, irinipchang): a hagyományos, egy énekessel és egy dobossal felálló phanszori (pansori)-előadás. 1852-ben a Kvanghalluakpu (Gwanghalluakbu) (광한루악부, 廣寒樓樂府)[17] című könyvében Jun Danszon (윤달선, Yun Dan-seon) így említi: „Egy ember állva énekel, egy másik pedig ülve ritmust dobol. 12 vulgáris dalból áll.”[16]
- szungdocshang (승도창, 繩渡唱, seungdochang): a phanszori (pansori)t az énekes kötéltáncolás (csulthagi (jultagi)) közben adta elő. Nem tudni róla sokat, ma már nem gyakorolják.[16]
- hoduga (허두가, 虛頭歌, heoduga) vagy tanga (단가, 短歌, danga): a phanszori (pansori) előtt előadott dal, a hangszálak bemelegítésére szolgált. Körülbelül 40-50 ilyen dal létezett, ezekből húsz maradt fenn. Legtöbbjükben etikai tartalmú kínai közmondások is felfedezhetőek, ami azt mutatja, hogy az ősi irodalmi stílusokat próbálták imitálni. Emiatt nyelvezetük formálisabb.[18][16]
- cshangguk (changgeuk) (창극, 唱劇): színházi operaelőadássá fejlesztett phanszori (pansori), azaz több szereplős darab.[16]
- pjongcshang ( 병창, 竝唱, byeongchang): phanszori (pansori)-részlet vagy hoduga (heoduga) előadása hangszeres kísérettel. Két fő típusa létezik, a kajagum pjongcshang (가야금병창, gayageum byeongchang) kajagum (gayageum)-kísérettel és komungo pjongcshang (거문고병창, geomungo byeongchang) komungo (geomungo)-kísérettel.[16]
- műphanszori (pansori) (창작 판소리, cshangdzsak phanszori (changjak pansori), szó szerint: „megalkotott phanszori (pansori)”): a 20. században, ismert szerzők által a hagyományos darabokhoz hasonlóan megírt új phanszori (pansori)művek.[16]

## Zene, énektechnika, előadásmód
A phanszori (pansori) előadása összetett, az énekesnek és a dobosnak is számos részletre kell figyelnie.

### Hangképzés
A phanszori (pansori)énekesek képzése és énektechnikája eltér a nyugati zenében ismerttől. Bár a hasi légzést a phanszori (pansori)ban is használják, a bel canto technikával ellentétben a hagyományos koreai éneklésben megfeszítik a hangszalagokat és durva, éles tónust produkálnak. Többféle regiszterben is kényelmesen kell tudniuk énekelni. A rezonancia nem megengedett, azaz nem rezonálhat a hang a szájüregben, fejüregben, kizárólag a hangszálakat, a torkot lehet használni. Az énekesnők szűkebb regiszterben mozognak, ők így több díszítést használnak, mint a férfiak.
Az énekesek képzése hosszú éveken át történik, a hagyomány szerint régen a hegyekben tréningezték a növendékeket, ahol olyan természetes akadályokat kellett „túlénekelniük”, mint egy vízesés vízfala. Az énekesek megfelelő képzettsége rendkívül fontos volt a mikrofonok előtti korban, különösen mivel az előadásokat jórészt szabad téren tartották, valamint több (gyakran akár 7-9) órán át is tudniuk kellett hibátlanul énekelni, még 60-70 éves korukban is. A hagyomány szerint az énekesek előbb lemásolják a mesterüket (사진소리, szadzsinszori (sajinsori), „fényképhang”), ezt követően azonban csak akkor válhatnak sikeres énekessé, ha képesek kialakítani a saját énekstílusukat. Minden énekes maga variálta a dalokat, gyakran saját részekkel egészítették ki, ez a donum (deoneum) (더늠). Az egyes iskoláknak is megvolt a maguk donum (deoneum)a, és ha egy énekes donum (deoneum)a népszerűvé vált, akkor mások is átvették és továbbadták. A donum (deoneum) az énekes saját egyéniségét, egyéni kvalitásait adta a phanszori (pansori)hoz. A különféle iskolák különféle, jól megkülönböztethető énektechnikákat preferáltak.

### Cso(Jo)

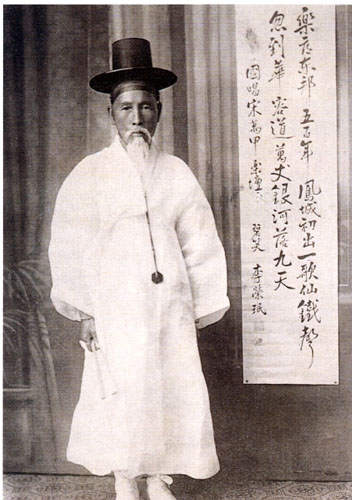

A cso (조; 調, jo) a dallamstruktúrára vonatkozó kifejezés, hasonló a nyugati zenében használt móduszhoz és hangnemhez, ugyanakkor magában foglalja a hangszínt és az énekes által hanggal kifejezett érzelmeket is. A cso (jo) nem egyszerűen hangnem, ezért aszerint kategorizálják, milyen érzelmet fejez ki:
- kjemjondzso (계면조; 界面調, gyemyeonjo): Csolla (Jeolla), Cshungcshong (Chungcheong) tartományok, valamint Kjongszang (Gyeongsang) tartomány déli részéről származó sámánénekek és népdalok hatottak rá. Különféle díszítéssel (mint pl. mély, gyors vibrato, hirtelen appoggiatura) szomorú, melankolikus érzéseket igyekszik átadni. Általában a nők szomorúságának, tragikus érzelmeinek kifejezésére használják a phanszori (pansori)ban. Leginkább pentaton skálát használ (emelkedő mi-lá-dó-ré-mi és ereszkedő mi-ré-(dó)-szó-lá-mi). Példa rá a Kunszaszorum tharjong (Gunsaseorum taryeong) (군사서름타령)[* 1] dal a Csokpjokka (Jeokbyeokga) (적벽가) című phanszori (pansori)ból.[21][22]

- udzso (우조, ujo): a hősies, férfias hang kifejezésére szolgál, nyugodt, kontrollált vibratóval. Használják például hősies karakterek megjelenítésére, vagy impozáns táj leírására. Az énektechnika a kagok (gagok)ból, a hagyományos, sidzso (sijo)alapú éneklésből származik, így arisztokratikus elemekkel bír. Szintén pentaton skálát használ (szó-lá-dó-ré-mi). Ilyen dal például a Csokszongga (Jeokseongga) (적성가)[* 2] a Cshunhjangga (Chunhyangga) című phanszori (pansori)ból.[23][24]

- phjongdzso (평조, pyeongjo): szerkezetében nagyon hasonlít az udzso (ujo)ra, de könnyedebb, vidámabb hangvételű, ezért szép tájak, vidám környezet, jó idő leírásához használják. A szolmizációs skála szó-lá-dó-ré-mi-szó. Példa rá a Kiszanjongszu (Gisanyeongsu) (기산영수)[* 3] című dal a Cshunhjangga (Chunhyangga) című phanszori (pansori)ból.[25][26]

- kjongdurum (경드름, gyeongdeureum), kjongdzso (경조, gyeongjo) vagy kjongthori (경토리, gyeongtori): szöuli, illetve Kjonggi (Gyeonggi) tartománybeli thori (tori)kat (jellegzetes hangok, dallamok népdalokból) foglal magába, először Jom Gjedal (염계달, Yeom Gye-dal) használta a 19. században, majd Szong Mangap (송만갑, Song Man-gap) (1866–1939) fejlesztette tovább. Olyan vidám jelenetekben használják, ahol a szereplő szöuli, a szöuli beszédstílus vagy a „playboy” szereplők ábrázolására. Skálája mi-szó-lá-dó-ré-mi.[27][28]

- szollongdzse (설렁제, seolleongje), tollongdzse ( 덜렁제, deolleongje) vagy turongdzso ( 드렁조, deureongjo): ez a technika a kvonmaszong (gwonmaseong) (권마성) dalokat használja fel, amilyeneket régen a gyaloghintót (kama (gama)) hordók énekeltek. Első használatát Kvon Szamduk (권삼득, Kwon Sam-deuk) mesternek (1772–1841)[29] tulajdonítják. Jellegzetesen magas hangokból áll, egy lélegzetvétellel, többszöri magas hangváltásokkal. Olyan jelenetekben használják, ahol veszélyt jelenítenek meg, vagy nyegle, pöffeszkedő férfit írnak le. Felépítése hasonló az udzsó (ujó)éhoz, de magasabb regiszterben. Példa rá a Namgjongszonin (Namgyeongseonin) (남경선인) című dal a Simcshongga (Simcheongga) című műből.[30][31]

- cshucshonmok (추천목, chucheonmok): a 19. században hozta létre Jom Gjedal (Yeom Gye-dal), a Kjonggi (Gyeonggi) tartománybeli népdalok skáláját követi, vidám hangulata van, dallamát hasonlítják a hintázáshoz. Ilyen például a Ne kurun nerjok (Ne geureun naeryeok) (네 그른 내력) című dal a Cshunhjanggá (Chunhyanggá)ban.[32][33]

- szokhvadzse (석화제, seokhwaje): hasonlít a phjongdzsó (pyeongjó)ra, vidám, könnyed hangvételű, dallamában a kajagum pjongcshang (gayageum byeongchang)hoz hasonlatos, amikor kajagum (gayageum)mal kísérik az előadást.[33]

### Csangdan(Jangdan)
A csangdan (jangdan) (장단; 長短) a phanszori (pansori) alapvető ritmusát jelenti, amit a dobos biztosít az énekes számára, vagy csanggu (janggu) (homokóra alakú), vagy puk (buk) (hordó alakú) dobbal. A csangdan (jangdan) szó jelentése szó szerint „hosszú és rövid”. Különféle ritmusmintákból áll, melyek megfelelő sebessége igen fontos szerepet játszik a műfajban. A hagyományos koreai mondás úgy tartja, il koszu, i mjongcshang (il gosu i myeongchang) (일고수이명창), azaz „egy dobos – két énekes”, vagyis egy jó dobos felér két jó énekessel, ami mutatja, hogy mennyire fontosnak tartják a dobos szerepét. Egy-egy jelenetet különféle cso (jo)- és csangdan (jangdan)-kombinációkkal adnak elő, ugyanakkor a dobos számára is megengedett az improvizáció, ezért sosem ismétlődik egy ritmusminta ugyanúgy. A koreai népzenei terminológia szerint a dobos „megfeszíti” („csomót köt”) és „kiereszti” a ritmust, amit leginkább úgy lehetne lefordítani, hogy a „megfeszítés” egyfajta, sűrű, feszültséget sugárzó ütemekből álló ritmus, a „kieresztés” pedig lágyabb, nyugodtabb, lassabb ritmus. Ezek váltakozását az ének stílusához igazítják.
- csinjang (진양, jinyang) vagy csinjangdzso ( 진양조, jinyangjo): a leglassabb ritmusminta a phanszori (pansori)ban. Létezik egy gyorsabb változata is, ezt az Arirang kíséretéhez használják, és nem jellemző a phanszori (pansori)ra. Manapság a csinjang (jinyang) ritmusminta 24 (4×6) ütemből (pak (bak), 박) áll. Ezt a mintát gyakran használják együtt az udzso (ujo) énekstílussal.[36]

Részlet a Cshunhjangga (Chunhyangga) kottájából: I Mongnjong (Yi Mongryong) meglátogatja Cshunhjang (Chunhyang)ot. Példa csinjang (jinyang) ritmusmintára udzso (ujo) énekstílussal

- csungmori (중모리, jungmori): középlassú tempójú ritmusminta, 12 ütemből áll, egy ütem két félütemből, a hangsúlyos ütem a kilencedik. Gyakori kísérője a hoduga (heoduga) daloknak, valamint aláfestője nyugodt hangon előadott lírai részeknek, illetve sétálást leíró részeknek. Kjemjongdzso (Gyemyeonjo) énekkel párosítva szomorúbb, udzsó (ujó)val párosítva élénkebb hangulatú. Egyik tipikus példája a Sszuktemori (Ssukdaemori) (쑥대머리, „Zilált haj”) című dal[* 4] a Cshunhjanggá (Chunhyanggá)ból.[37]

- csungdzsungmori (중중모리, jungjungmori): tizenkét ütemből áll, egy ciklusban négy ütem található, és mindegyik ütem három kisebb ütemből. Valamivel gyorsabb a csungmori (jungmori)nál. Ha udzsó (ujó)val párosul, akkor táncok, vidám események aláfestője, ha kjemjongdzso (gyemyeonjo) énekkel, akkor tragikus eseményeké, például siratásé.[38]

- csadzsinmori (자진모리, jajinmori): gyors tempójú, 12 ütemből áll. Kjemjongdzso (Gyemyeonjo) énekkel párosítva olyan tragikus eseményt mesél el, ahol gyors a történés menete, udzsó (ujó)val párosítva olyan jelenetekben használják, ahol több különböző jellegű dolog történik egyszerre. Jellegzetes példa rá a Cshunhjangga (Chunhyangga) Sinjonmadzsi (Sinyeonmaji) (산연맞이) című dala.[* 5][39]

- hümori (휘모리, hwimori): a leggyorsabb ritmusminta, négyszer három ütemből áll, melyek egyenként két félütemből épülnek fel. Egy perc alatt 110-120 ütést vernek.[* 6][40]

- otmori (엇모리, eotmori): ennek a csangdan (jangdan)nak szokatlan ritmusmintája van, mert a kettes és hármas ütem váltakozik. Közepes tempójú, ritmikája összetett (3+2+3+2/8). Misztikus, titokzatos jelenetek, emberfeletti hősök ábrázolásához használják.[* 7][41]

- otcsungmori (엇중모리, eotjungmori): a hagyományos 12 ütem helyett csak hat ütemből áll, ezek egyenként két félütemből. Ritkán használják a phanszori (pansori)ban, ha mégis, akkor leginkább a történet lezárásához.[42]

### Pucshimsze(Buchimsae)
A pucshimsze (buchimsae) (부침새) jelentése szó szerint „szavak ritmushoz igazításának módozata”, vagyis azt jelöli, miképp viszonyul egymáshoz a ritmus/ütem és az énekelt szöveg. Két fő fajtája van, a temadi-dedzsangdan (daemadi-daejangdan) (대마디대장단) és az otpucsim (eotbucshim) (엇부침). Az előbbi esetében a szavak és az ütem ritmusa megegyezik, azaz a hangsúlyos szavak ütemre esnek. Az utóbbi esetében a szavak és az ütem nem esnek egybe. A pucshimsze (buchimsae) alapját a koreai nyelv jellegzetességei adják, a phanszori (pansori) énektanárok gyakran mondják azt tanítványaiknak, hogy énekeljenek úgy, ahogy beszélnek: azaz énekléskor is úgy hangsúlyozzanak, nyújtsanak meg szótagokat, ahogyan a természetes beszédben.
- temadi-dedzsangdan (daemadi-daejangdan) (대마디대장단): a szóösszetétel jelentése „egy szó (szótag) – egy ritmusminta”, azaz az énekelt szöveg ritmikája megegyezik a csangdan (jangdan) ritmikájával. Különösen kedvelt módszere volt a Tongphjondzse (Dongpyeonje) iskolának. Ilyen például az ehhez az iskolához tartozó Szong Mangap (Song Man-gap) előadásában hallott Ai orunun temok (Ai eoreuneun daemok) (아이 어르는 대목, „Gyermeket nyugtató dal”) a Simcshongga (Simcheongga) című phanszori (pansori)ból.[44]

- otpucsim (eotbucshim) (엇부침): az énekelt szöveg és a csangdan (jangdan) ritmikája nem esik egybe. Többféle változatát különböztetik meg:[45]
  - ingogori (ingeogeori) (잉어걸이): a szótagok a hangsúlyos ütemek után egy vagy több ütemmel később hangzanak el.
  - vandzsagori (wanjageori) (완자걸이): a szótagokat nem a fő ütemhez igazítják, hanem a fő ütemek közé esnek.
  - kjodedzsuk (gyodaejuk) (교대죽): szó szerinti jelentése „macskaugrás”: a szótagok több csangdan (jangdan)ütemet is ugorhatnak, a szavak így szétválnak, szünet lehet a szótagok között, és máshonnan folytatódnak.
  - toszop (doseop) (도섭): szabad ritmus, az énekes figyelmen kívül hagyja a dobos által diktált ütemet, és saját ritmusban énekel.

### Imjon(Imyeon)éspallim(ballim)

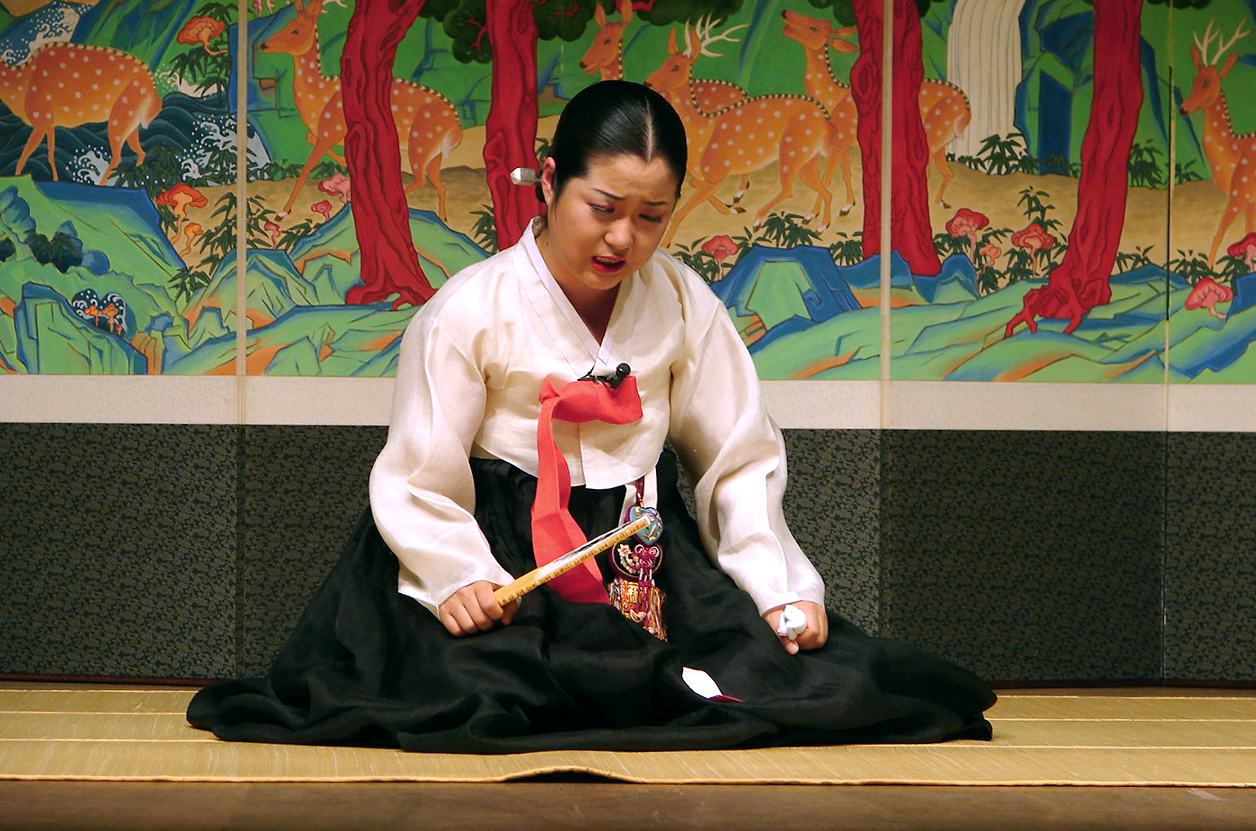
Az énekes a testbeszédével is kifejezi a jelenet hangulatát (pallim (ballim))

A phanszori (pansori) előadásakor nemcsak az énektechnikára és a zenére kell összpontosítani, de az előadásmódra is. Ennek két fő összetevője van, az imjon (imyeon) (이면, „interpretáció”) és a pallim (ballim) (발림, „mimika, testbeszéd”). Az imjon (imyeon) egy bonyolult fogalom, leginkább valaminek a mély értelmét, sorok közötti olvasatát jelenti. A phanszori (pansori) esetében azt jelöli, hogyan interpretálja, értelmezi az adott énekes a darabot, a szöveg, a történet mélyebb értelmét, és ezt hogyan adja elő, milyen énektechnikával, ritmussal, hangulattal. Ugyanazt a jelenetet egy műben két énekes két különféle módon is értelmezheti, így akár egy olyan jelenetet, amit az egyik énekes vidámnak érzékel, egy másik szomorúan is előadhatja.
A pallim (ballim) az előadás során használt mimikát és gesztusokat, testbeszédet jelenti. A phanszori (pansori) nem csupán egy énekelőadás, hanem akárcsak a nyugati operák esetében, az énekesek a testükkel is kifejezésre juttatják a jelenetek hangulatát, értelmét. Például ha a dalban sírnak, az énekes is látványosan a földre zuhanva úgy tesz, mintha zokogna. Az énekes csupán egy legyezőt és egy zsebkendőt használ az előadások során, ezeket kreatív módon alkalmazza különféle tárgyak vagy érzelmek megjelenítéséhez (a legyező például lehet könyv, vagy ringatott kisbaba is akár). Az imjon (imyeon) megértéséhez, megfelelő kifejezésre juttatásához az énekesnek jó drámai előadónak is kell lennie. Mindezek miatt a phanszori (pansori)t igen összetett műfajnak tartják Koreában.

## A 12 madang

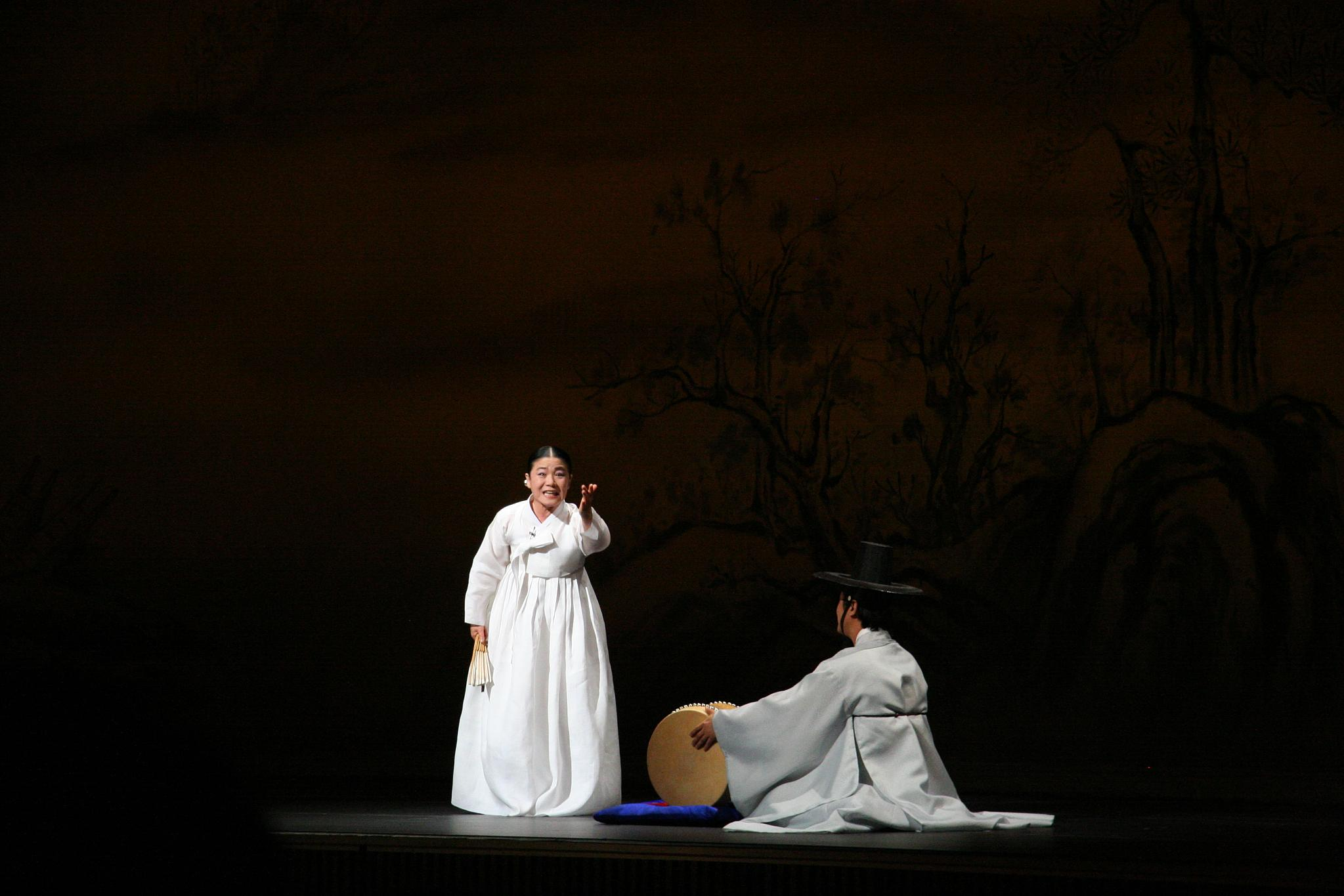
A Hungbuga (Heungbuga) An Szukszon (Ahn Suk-seon) (안숙선) mesterénekes előadásában

Az eredeti 12, phanszori (pansori)ként előadott művet madangnak (마당) nevezik. Ezek közül mára öt maradt fenn, mivel az énekesek a 19. század végére abbahagyták a többi előadását. A ma is előadott öt madang:
- Cshunhjangga (Chunhyangga) (춘향가)
- Simcshongga (Simcheongga) (심청가)
- Hungbuga (Heungbuga) (흥부가)
- Szugungga (Sugungga) (수궁가)
- Csokpjokka (Jeokbyeokga) (적벽가)

Az elhagyott hét madang:
- Pjongangszöga (Byeon Gangsoe ga) (변강쇠가) vagy Karudzsigi tharjong (Garujigi taryeong) (가루지기타령)
- Pe pidzsang tharjong (Bae bijang taryeong) (배비장타령)
- Kangnung Mehva tharjong (Gangneung Maehwa taryeong) (강릉매화타령)
- Csangkki tharjong (Jangkki taryeong) (장끼타령)
- Ong kodzsip tharjong (Ong gojib taryeong) (옹고집타령)
- Muszugi tharjong (Musugi taryeong) (무숙이타령)
- Kaccsa sinszon tharjong (Gajja sinseon taryeong) (가짜신선타령)

Ezek a művek eltérnek a prózaként leírt változatoktól, és az énekesek is előadás közben változtattak a történeten, az éneken, mivel az improvizációs képesség fontos volt a műfaj előadói számára.

## Előadók

### Énekesek

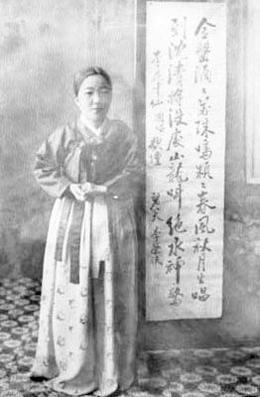
I Hvadzsungszon (Yi Hwajungseon)

Az énekesek megnevezése hagyományosan szorigvangde (sorigwangdae) (소리광대) vagy szorikkun (sorikkun) (소리꾼). A phanszori (pansori) patrónusa, Sin Dzsehjo (Sin Jae-hyo) meghatározta, milyen kvalitásokkal kell rendelkeznie egy énekesnek ahhoz, hogy phanszori (pansori)mesterré (명창, mjongcshang (myeongchang)) válhasson. Négy kritériumot állított fel: drámai színpadi jelenlét, kifejezőkészség, énektudás, mimika és gesztikulálás. Azok az énekesek, akik mind a négy kritériumot kiválóan teljesítették, mesterénekesnek számítottak és nagy befolyással bírtak a műfaj fejlődésére. A műfaj első mesterei U Cshunde (우춘대, U Chun-dae), Ha Undam (하은담, Ha Eun-dam) és Cshö Szondal (최선달, Choi Seon-dal) voltak, akik Jongdzso (Yeongjo) (1694–1776) és Csongdzso (Jeongjo) király (1777–1800) idejében éltek.
A phanszori (pansori)énekesek jobbára férfiak voltak, a cshonmin (cheonmin) osztályba tartoztak, amely a csoszoni (joseoni) társadalom legalsó rétege volt. Gyakorta sámánok vagy koreai utazó cirkuszok (szadangphe (사당패, sadangpe)) és udvari komédiások (kondzsunggvande (궁중광대, gongjungkwangdae)) leszármazottai voltak. A 19. században a műfaj népszerűsége miatt más osztályokból is kerültek ki énekesek, illetve a nemesek egy-egy elismertebb mesternek címet és rangot is adományoztak, ami kiemelte őket az alacsony származási rangból.
Az első női mester Csin Csheszon (Jin Chae-seon) (진채선, 1847–?), Sin Dzsehjo (Sin Jae-hyo) patronáltja volt, akinek életéről 2015-ben filmet is készítettek A barackvirág éneke (도리화가, Torihvaga (Dorihwaga)) címmel. A 20. században több női mester is megjelent, például I Hvadzsungszon (Yi Hwajungseon) (이화중선, 1898–1943), Pak Nokcsu (Park Rok-ju) (박록주, 1906–1981), Pak Cshovol (Park Cho-wol) (박초월, 1913–1987) és Kim Szohi (Kim So-hui) (김소희, 1917–1995). A műfajt azért kezdték el nőknek (jobbára kiszeng (gisaeng)eknek) is oktatni, mert a 19. század végén hanyatlásnak indult, és ez volt az egyetlen módja annak, hogy fenntartsák.
A 20. század végének, 21. század elejének phanszori (pansori)mesterei közé tartozik O Dzsongszuk (Oh Jeong-suk) (오정숙, 1935–2008), Szong Phallje (Seong Pan-rye) (성판례, 1935– ), Szong Cshangszun (Seong Changsun) (성창순, 1934– ), Cso Szanghjon (Cho Sang-hyeon) (조상현, 1939– ), Pak Csongdzsa (Park Jeong-ja) (박정자, 1927– ), Szong Szunszop (Song Sun-seop) (송순섭, 1939– ) és Han Gapcsu (Han Gab-ju) (한갑주, 1925– ), akik mindannyian az „élő emberi kincs”-cím birtokosai mint kiemelkedő, államilag elismert hagyományőrzők.

#### Iskolák
A phanszori (pansori) történetét gyakran osztják periódusokra a nagy mesterek alapján, akik különböző iskolákat (제, cse (je)) hoztak létre, melyek alapján jól meghatározható és földrajzilag is elkülöníthető a phanszori (pansori) továbbadásának pontos vérvonala.
Tongphjondzse (동편제, Dongpyeonje): Csolla (Jeolla) tartományban jött létre, a Szomdzsin (Seomjin) folyótól (섬진강) keletre, magába foglalva Unbong, Kurye (Gurye), Szuncshang (Sunchang) és Hungdok (Heungdeok) településeket. Szong Hungnok (송흥록, Song Heung-rok) hozta létre a stílust a 19. század végén. Jellemzője, hogy a díszített, finom énekstílus helyett a határozott, egyszerű, tiszta éneklést részesítette előnyben.
Szophjondzse (서편제, Seopyeonje): a Szomdzsin (Seomjin) folyótól nyugatra jött létre, magába foglalva Poszong (Boseong), Kvangdzsu (Gwangju), Nadzsu (Naju) és Hvaszun (Hwasun) településeket. A stílust Pak Judzson (Park Yu-jeon) (1835–1906) hozta létre a 19. század végén. A stílus mesterei a kifinomult szépség közvetítésére törekedtek, díszített énekstílussal.
Csunggodzse (중고제, Junggoje): Cshungcshong (Chungcheong) és Kjonggi (Gyeonggi) tartományokban jött létre, ennek a területnek a népzenéje volt rá nagy hatással. Kim Szongok (김성옥, Kim Seong-ok) alapította a stílust, azonban a másik kettővel ellentétben ma már nem nagyon művelik, így keveset tudni a jellegzetességeiről.
Egyes mesterek helyi jellegű vagy magániskolákat is alapítottak, és saját stílust hoztak létre, ilyen volt például a tongcsho (dongcho)-stílus (동초), amit Kim Jonszu (김연수, 1907–1974, Kim Yeon-su) mesterénekes művészneve után neveztek el.

### Dobosok

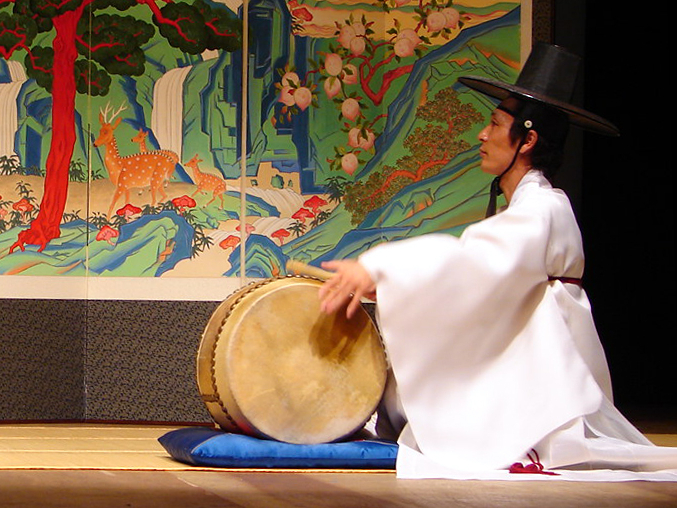
Dobos (koszu (gosu))

A phanszori (pansori)ban a dobosok nem egyszerűen csak kísérő zenészek. Ugyanolyan fontosnak tartják a szerepüket, mint az énekesekét. A dobosnak rendkívül jól kell értenie a phanszori (pansori) ritmikai változatosságához, ugyanakkor kreatívan képesnek kell lennie finoman változtatni is az egyes elemeken. A cshuimsze (chuimsae) (추임새; indulatszavak kiabálása) révén a dobos fokozza az előadás hangulatát, és segít bevonni a közönséget. Olyan szavakat kiabál, mint például Olssigu (Eolssigu)! (얼씨구, „De jó! Nahát! Hurrá!”) vagy Csohta (Johta)! (좋다, „Remek!”).

## Phanszori(Pansori)próza

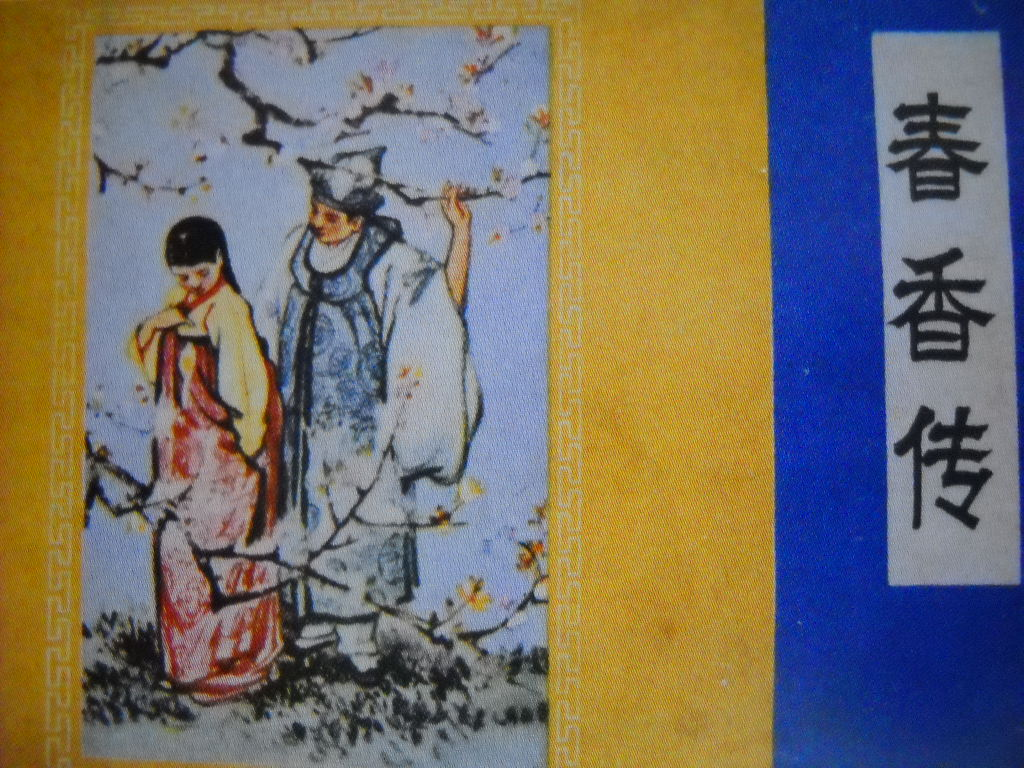
A Cshunhjang cson (Chunhyang jeon) egyik régi kiadásának borítója

A phanszori (pansori) próza (판소리 소설, phanszori szoszol (pansori soseol)) a narratív phanszori (pansori)ból alakult ki olyan módon, hogy a történeteket leírták szövegesen. Ezek a történetek általában a pórnép problémáival, életével foglalkoznak, az ő világszemléletüket tükrözik és népszerű hősöket alkotnak. Jellemző, hogy nincsenek természetfeletti erőkkel bíró hősök, az emberi élményekre helyeződik a hangsúly. Nyelvezetében keveredik a fennkölt irodalmi nyelv és a beszélt nyelv, a próza és a vers, stílusában vegyesen drámai, szatirikus, humoros.
Fennmaradt phanszori (pansori) prózák:
- Cshunhjang cson (Chunhyang jeon) (춘향전, „Cshunhjang (Chunhyang) története”)
- Sim Cshong cson (Sim Cheong jeon) (심청전, „Sim Cshong története (Sim Cheong)”)
- Hungbu cson (Heungbu jeon) (흥부전, „Hungbu (Heungbu) története”)
- Thokki cson (Tokki jeon) (토끼전, „A nyúl története”)
- Pe pidzsang cson (Bae bijang jeon) (배비장전, „Pe (Bae) tisztviselő története”)
- Csangkki cson (Changkki jeon) (장끼전, „A fácánkakas története”)
- Ong Gondzsip cson (Ong Gojip jeon) (옹고집전, „Makacs Ong története”)

## Hagyományőrzés

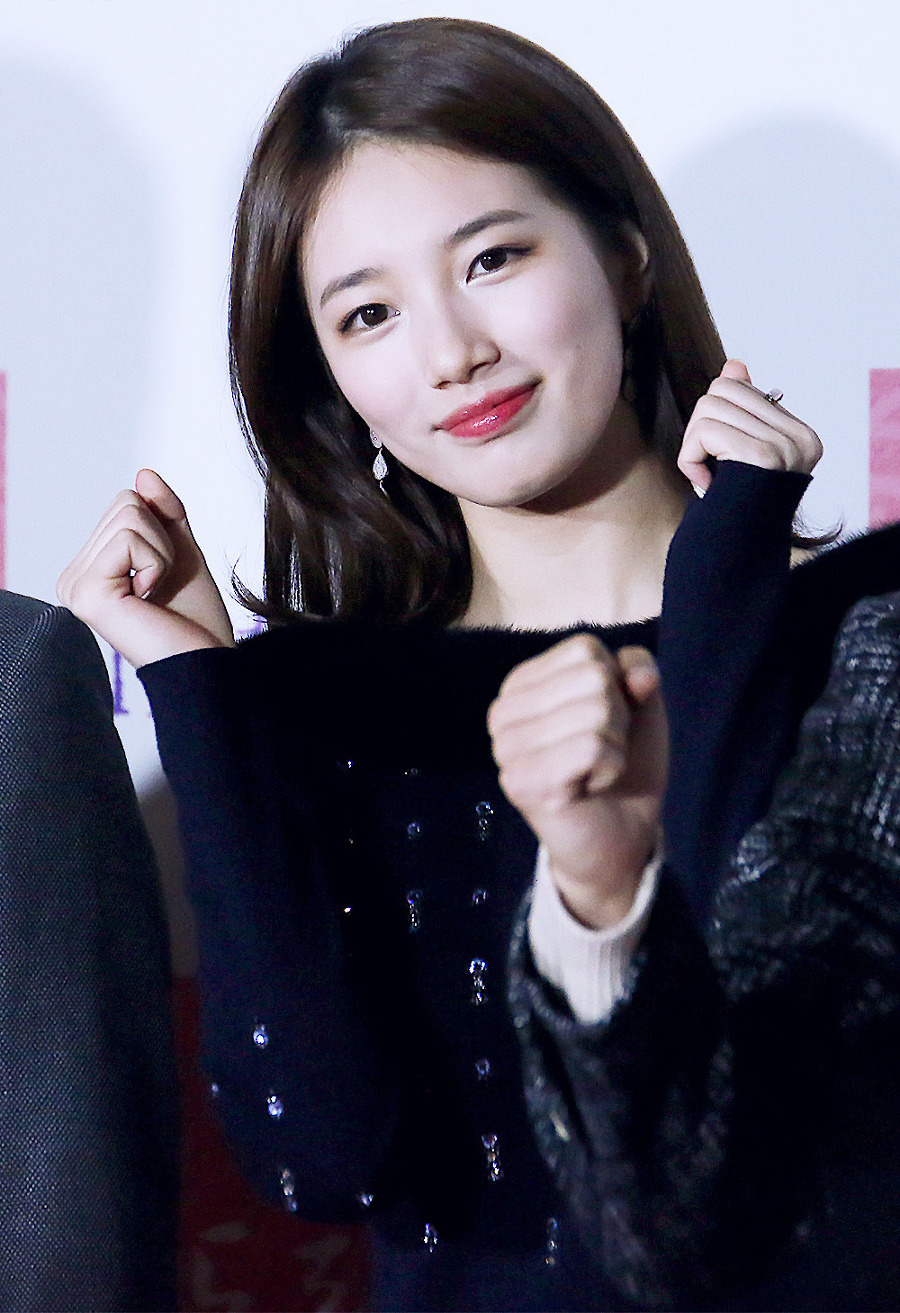
Pe Szudzsi (Bae Suzy) A barackvirág éneke premierjén. A filmben az első női phanszori (pansori)mestert, Csin Csheszon (Jin Chae-seon)t alakítja

A phanszori (pansori) Dél-Korea kulturális örökségvédelmi programjának része, 1964. december 24-én nyilvánították fontos szellemi kulturális örökségnek. A szellemi örökségi program főszereplői az úgynevezett „élő emberi kincsek”, a phanszori (pansori)mestereket a koreai állam is számon tartja. 2003-ban a phanszori (pansori)t az UNESCO az emberiség kulturális örökségének részévé nyilvánította, hivatalosan 2008-ban került fel a listára.
A phanszori (pansori) megőrzésében fontos szerepet játszanak a hanglemezek is. Az első lemezek az 1900-as években jelentek meg, az amerikai Victor Talking Machine Company kiadásában, melyeken részletek hangzottak el. Ugyanez a cég az 1920-as években számos híres mesterénekes hangját rögzítette, a technikai korlátok miatt azonban teljes előadásokat nem tudtak felvenni, csupán néhány perces részleteket. A kiadások jobbára magángyűjteményekbe kerültek. Az 1990-es években a Synnara több felvételt is újra kiadott. Az 1960-as évektől teljes előadásokat is lemezre rögzítettek, egy részüket a kulturális örökségvédelmi szervek támogatásával. Az 1980-as években a The Deep-Rooted Tree folyóirat a Korea Britannica, majd az IBM támogatásával két átfogó lemezcsomagot adott ki, phanszori (pansori)- és tanga (danga)felvételekkel. Az 1990-es években több régi felvétel CD-változata is megjelent, de új felvételeket is készítettek. 1994-ben Rap chang címmel egy különleges lemez is megjelent, melyen phanszori (pansori)dalokat rappelve adtak elő. A 2000-es években a KBS és az MBC saját televíziós műsoraiban fúziós phanszori (pansori)dalokat szerepeltetett, ezekből CD is jelent meg.
A filmművészet is foglalkozik a műfajjal, az egyik legismertebb alkotás a Panszori-énekesek (서편제, Szophjondzse (Seopyeonje), 1993). Az alkotás nosztalgiát ébresztett a koreaiakban a hazai kultúra iránt, a filmben éhező művészcsalád a Hollywood miatt halálra ítélt koreai filmművészet szimbólumává vált a szemükben. A film nem várt sikere elősegítette a koreai filmipar fellendülését. 2000-ben Im Gvonthek (Im Gwon-taek) rendezett phanszori (pansori)filmet Chunhyang (춘향뎐) címmel, 2015-ben pedig A barackvirág éneke (도리화가, Torihvaga (Dorihwaga)) címmel került film a mozikba, Pe Szudzsi (Bae Suzy) főszereplésével.